# HATS-4
HATS-4 — одиночная звезда в созвездии Большого Пса на расстоянии приблизительно 1375 световых лет (около 422 парсек) от Солнца. Видимая звёздная величина звезды — +13,459m. Возраст звезды оценивается как около 2,1 млрд лет.
Вокруг звезды обращается, как минимум, одна планета.

## Характеристики
HATS-4 — жёлтая звезда спектрального класса G. Масса — около 1,001 солнечной, радиус — около 1,03 солнечного, светимость — около 0,684 солнечной. Эффективная температура — около 5285 К.

## Планетная система
В 2014 году командой астрономов, работающих в рамках обзора HATSouth, было объявлено об открытии планеты HATS-4 b.